# Міддлтон (Нова Шотландія)
Міддлтон (англ. Middleton) — містечко в Канаді, у провінції Нова Шотландія, у складі графства Аннаполіс.

## Населення
За даними перепису 2016 року, містечко нараховувало 1832 особи, показавши зростання на 4,7%, порівняно з 2011-м роком. Середня густина населення становила 329,1 осіб/км².
З офіційних мов обидвома одночасно володіли 120 жителів, тільки англійською — 1 645, а 5 — жодною з них. Усього 55 осіб вважали рідною мовою не одну з офіційних, з них 5 — одну з корінних мов, а 5 — українську.
Працездатне населення становило 51,3% усього населення, рівень безробіття — 14,7% (16,2% серед чоловіків та 14,5% серед жінок). 87,2% осіб були найманими працівниками, а 7,7% — самозайнятими.
Середній дохід на особу становив $31 616 (медіана $25 242), при цьому для чоловіків — $35 924, а для жінок $27 960 (медіани — $31 584 та $21 653 відповідно).
28,9% мешканців мали закінчену шкільну освіту, не мали закінченої шкільної освіти — 19,7%, 51,3% мали післяшкільну освіту, з яких 25,6% мали диплом бакалавра, або вищий.
| Статево-вікова структура населення | Статево-вікова структура населення | Статево-вікова структура населення | Статево-вікова структура населення | Статево-вікова структура населення |
| ---------------------------------- | ---------------------------------- | ---------------------------------- | ---------------------------------- | ---------------------------------- |
|                                    |                                    |                                    |                                    |                                    |
| Всього                             | Всього                             | 45,5%54,5%                         |                                    |                                    |
| 0 — 14 років                       | 0 — 14 років                       |                                    | 12,5%                              | 12,5%                              |
| 15 — 64 років                      | 15 — 64 років                      |                                    | 56,7%                              | 56,7%                              |
| 65 і більше                        | 65 і більше                        |                                    | 30,8%                              | 30,8%                              |
| 85 і більше                        | 85 і більше                        |                                    | 6,3%                               | 6,3%                               |
| Середній вік (років)               | Середній вік (років)               | 47,549,5                           | 48,6                               | 48,6                               |
| Медіана (років)                    | Медіана (років)                    | 51,251,8                           | 51,5                               | 51,5                               |
| — чоловіки — жінки                 |                                    |                                    |                                    |                                    |

| Походження мешканців:     | Походження мешканців:     | Походження мешканців: | Походження мешканців: | Походження мешканців: |
| ------------------------- | ------------------------- | --------------------- | --------------------- | --------------------- |
| Походження                |                           |                       | осіб                  | %                     |
| Корінні американці        | Корінні американці        |                       | 160                   | 9.14%                 |
| Інше північноамериканське | Інше північноамериканське |                       | 820                   | 46.86%                |
| Європейське               | Європейське               |                       | 1 210                 | 69.14%                |
| британське                | британське                |                       | 1 025                 | 58.57%                |
| французьке                | французьке                |                       | 210                   | 12%                   |
| українське                | українське                |                       | 15                    | 0.86%                 |
| Латинськоамериканське     | Латинськоамериканське     |                       | 15                    | 0.86%                 |
| Азійське                  | Азійське                  |                       | 15                    | 0.86%                 |

| Зайнятість населення за галузями (за класифікацією NOC): | Зайнятість населення за галузями (за класифікацією NOC): | Зайнятість населення за галузями (за класифікацією NOC): | Зайнятість населення за галузями (за класифікацією NOC): | Зайнятість населення за галузями (за класифікацією NOC): |
| -------------------------------------------------------- | -------------------------------------------------------- | -------------------------------------------------------- | -------------------------------------------------------- | -------------------------------------------------------- |
|                                                          |                                                          |                                                          |                                                          |                                                          |
| Управління                                               | Управління                                               |                                                          | 10,8%                                                    | 10,8%                                                    |
| Бізнес, фінанси та адміністрування                       | Бізнес, фінанси та адміністрування                       |                                                          | 11,5%                                                    | 11,5%                                                    |
| Природничі та прикладні науки                            | Природничі та прикладні науки                            |                                                          | 2%                                                       | 2%                                                       |
| Охорона здоров'я                                         | Охорона здоров'я                                         |                                                          | 6,1%                                                     | 6,1%                                                     |
| Освіта, правозахист, муніципальні та урядові служби      | Освіта, правозахист, муніципальні та урядові служби      |                                                          | 12,2%                                                    | 12,2%                                                    |
| Мистецтво, культура, відпочинок та спорт                 | Мистецтво, культура, відпочинок та спорт                 |                                                          | 1,4%                                                     | 1,4%                                                     |
| Роздрібна торгівля та послуги                            | Роздрібна торгівля та послуги                            |                                                          | 34,5%                                                    | 34,5%                                                    |
| Гуртова торгівля, транспорт та обладнання                | Гуртова торгівля, транспорт та обладнання                |                                                          | 14,9%                                                    | 14,9%                                                    |
| Природні ресурси, сільське господарство                  | Природні ресурси, сільське господарство                  |                                                          | 3,4%                                                     | 3,4%                                                     |
| Виробництво                                              | Виробництво                                              |                                                          | 4,1%                                                     | 4,1%                                                     |

## Клімат
Середня річна температура становить 6,8°C, середня максимальна – 23,4°C, а середня мінімальна – -11,8°C. Середня річна кількість опадів – 1 218 мм.
| Клімат поселення                              | Клімат поселення | Клімат поселення | Клімат поселення | Клімат поселення | Клімат поселення | Клімат поселення | Клімат поселення | Клімат поселення | Клімат поселення | Клімат поселення | Клімат поселення | Клімат поселення | Клімат поселення |
| Показник                                      | Січ.             | Лют.             | Бер.             | Квіт.            | Трав.            | Черв.            | Лип.             | Серп.            | Вер.             | Жовт.            | Лист.            | Груд.            |                  |
| Середній максимум, °C                         | −0,01            | 0,48             | 4,96             | 10,80            | 16,78            | 21,78            | 23,41            | 22,88            | 18,15            | 12,68            | 7,59             | 1,54             |                  |
| Середня температура, °C                       | −5,9             | −5,41            | −0,96            | 4,89             | 10,87            | 15,87            | 19,32            | 18,77            | 14,05            | 8,60             | 3,49             | −2,58            |                  |
| Середній мінімум, °C                          | −11,84           | −11,36           | −6,88            | −1,01            | 4,96             | 9,96             | 15,22            | 14,69            | 9,96             | 4,49             | −0,6             | −6,68            |                  |
| Норма опадів, мм                              | 121              | 97               | 107              | 86               | 90               | 90               | 94               | 84               | 98               | 100              | 122              | 129              |                  |
| Середньомісячна швидкість вітру, м/с          | 3.95             | 3.94             | 4.00             | 3.92             | 3.53             | 3.26             | 2.92             | 2.85             | 3.11             | 3.52             | 3.75             | 3.98             |                  |
| Середньомісячна сонячна радіація, кДж/м²·день | 4879             | 8173             | 12070            | 15236            | 18254            | 20440            | 20231            | 18001            | 13661            | 8795             | 5082             | 3836             |                  |
| --------------------------------------------- | ---------------- | ---------------- | ---------------- | ---------------- | ---------------- | ---------------- | ---------------- | ---------------- | ---------------- | ---------------- | ---------------- | ---------------- | ---------------- |
| Джерело:                                      |                  |                  |                  |                  |                  |                  |                  |                  |                  |                  |                  |                  |                  |